# Kreatinkinas

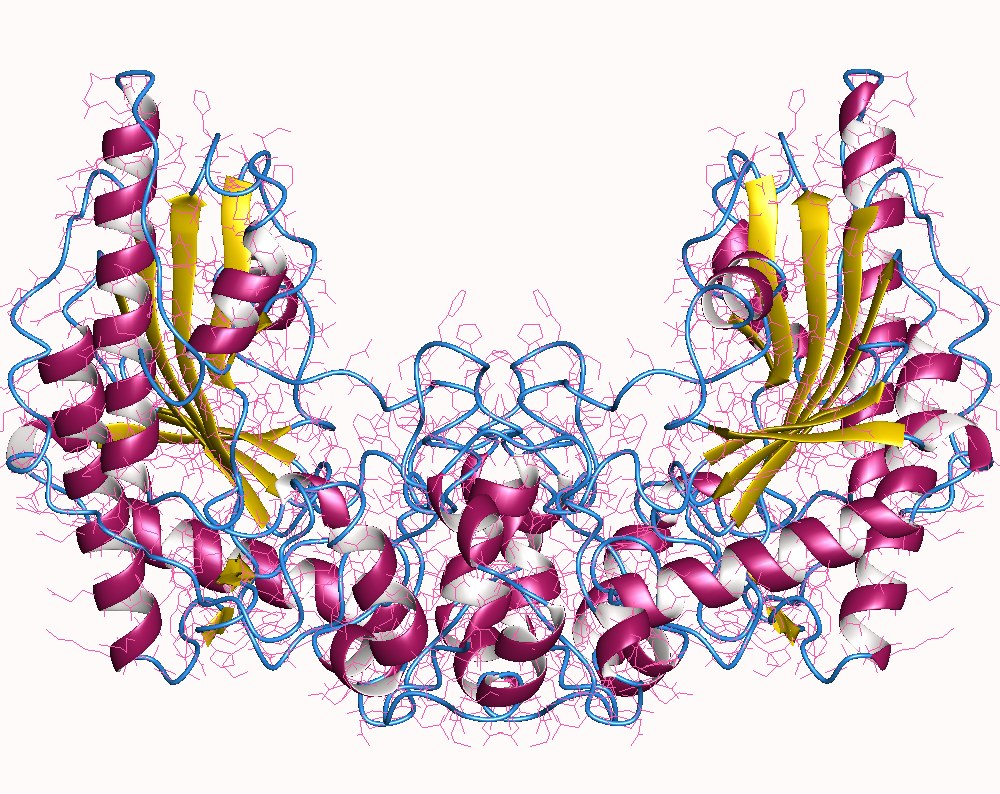
creatine kinase MM, dimer, Human.

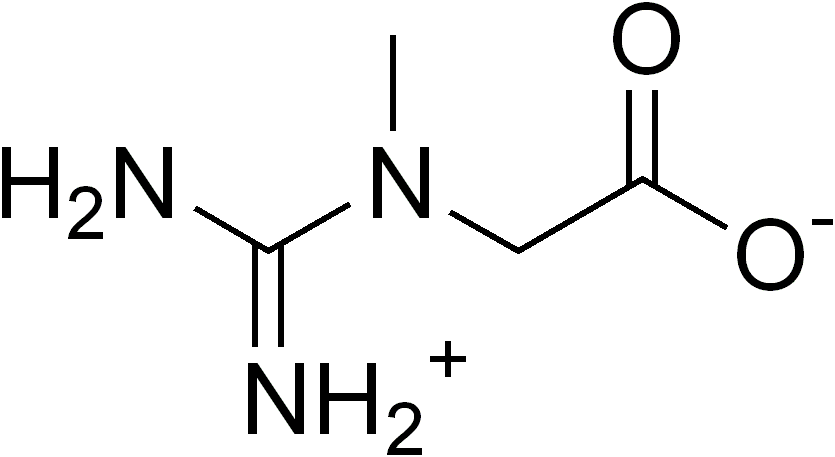
Kreatin.

Kreatinkinas är ett enzym som katalyserar bildandet av fosfokreatin (PCr)  från kreatin och ATP. Fosfokreatin används av muskler som ett kortsiktigt energilager då allt ATP konsumerats. Det är aktivt under de första sekunderna av muskelaktivitet, innan andra energiförsörjningsmekanismer hunnit träda in.
Genom att testa blodnivåerna av kreatinkinas kan man påvisa muskelskada (rabdomyolys), eftersom enzymet finns i muskelceller och läcker ut när dessa skadas. Vid svåra muskeltrauman ser man alltså höga nivåer av kreatinkinas och myoglobin i blodet. Omvänt kan låga nivåer av kreatinkinas i blodet tyda på leverskador.

Referensintevall på CK prov är
| Analys | Ålder      | Kön | Nedre | Övre | Enhet  |
| P- CK  | ≥ 18 år    | K   | 0,60  | 3,5  | µkat/L |
|        | 18 - 50 år | M   | 0,80  | 6,7  |        |
|        | > 50 år    | M   | 0,70  | 4,7  |        |